# Kuodtusvuobbevärri
Kuodtusvuobbevärri är en kulle i Finland. Den ligger i Utsjoki kommun i landskapet Lappland, i den norra delen av landet, 1 100 km norr om huvudstaden Helsingfors. Toppen på Kuodtusvuobbevärri är 303 meter över havet, eller 68 meter över den omgivande terrängen. Bredden vid basen är 1,2 km.
Terrängen runt Kuodtusvuobbevärri är kuperad västerut, men österut är den platt.  Trakten runt Kuodtusvuobbevärri är nära nog obefolkad, med mindre än två invånare per kvadratkilometer. Närmaste större samhälle är Utsjoki by, 11,4 km norr om Kuodtusvuobbevärri. Omgivningarna runt Kuodtusvuobbevärri är i huvudsak ett öppet busklandskap.